# Semen Padang
Semen Padang Football Club – indonezyjski klub piłkarski, grający w pierwszej lidze indonezyjskiej, mający siedzibę w mieście Padang, leżącym na wyspie Sumatra.

## Historia
Klub został założony 30 listopada 1980 roku. Swój pierwszy sukces osiągnął w sezonie 1991/1992. Wygrał wówczas rozgrywki Piala Galatama. W finale pokonał 1:0 zespół Arema Malang. W sezonie 2011/2012 osiągnął sukces w lidze, gdy wywalczył mistrzostwo Indonesia Premier League.

## Stadion

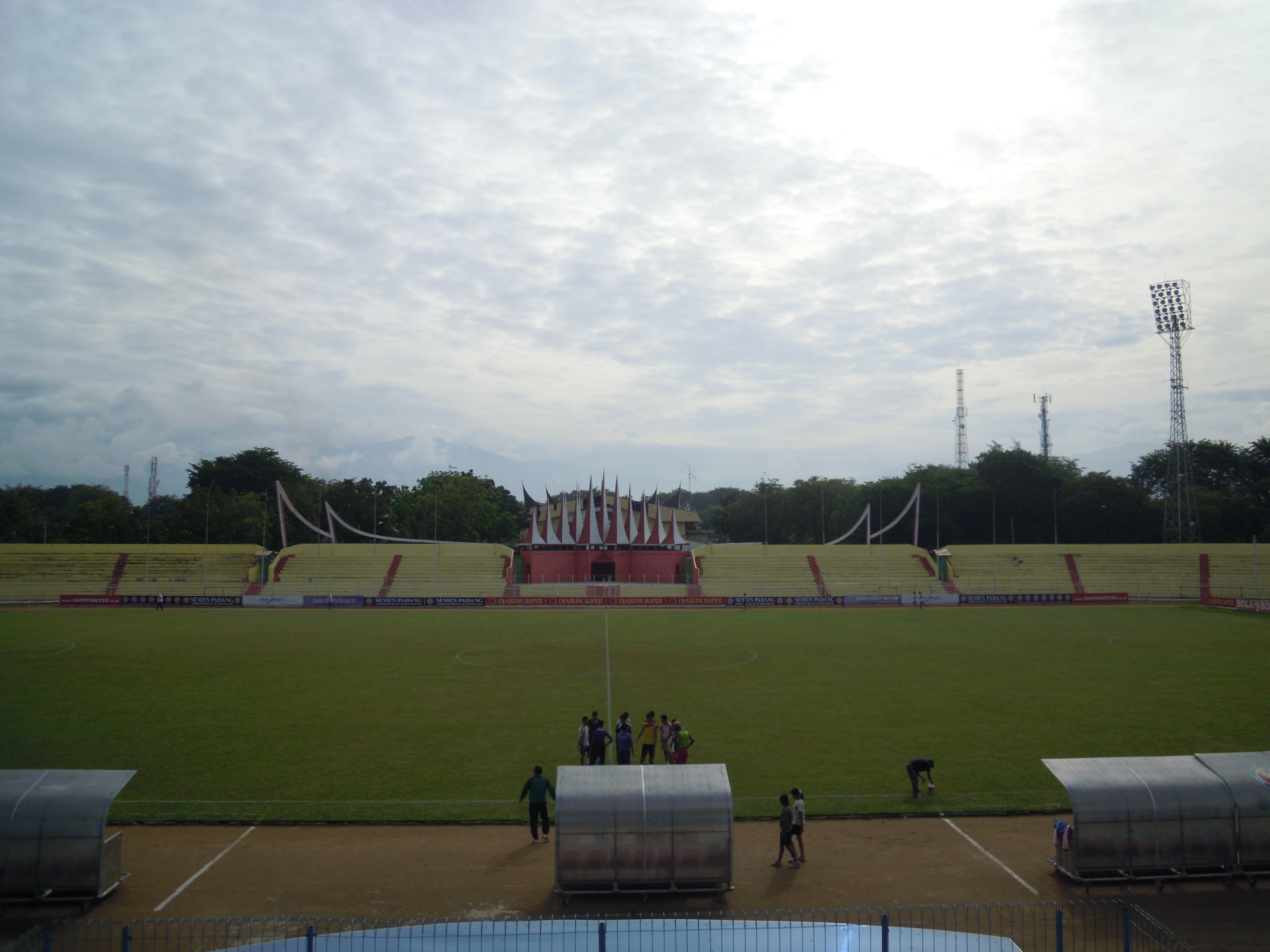
Stadion Haji Agus Salim.

Domowe mecze klub rozgrywa na stadionie Haji Agus Salim w Padang, który może pomieścić 28 tysięcy widzów.

## Sukcesy

### Domowe

#### Ligowe
- Indonesia Premier League
  - mistrzostwo (1): 2011/2012

#### Pucharowe
- Piala Galatama
  - zwycięstwo (1): 1992

- Piala Indonesia
  - finalista (1): 2012

- Tarcza Dobroczynności
  - zwycięstwo (1): 2013

### Międzynarodowe
- Puchar Zdobywców Pucharów
  - ćwierćfinał: 1993/1994

- Puchar AFC
  - ćwierćfinał: 2013

## Skład na sezon 2015
| Nr | Poz. | Piłkarz                  |
| -- | ---- | ------------------------ |
| 1  | BR   | Rachmanuddin             |
| 2  | OB   | Novan Sasongko           |
| 3  | OB   | Zulchrizal Abdul Gamal   |
| 4  | OB   | Aldi Rinaldi             |
| 5  | OB   | Gitra Yudha Furthon      |
| 6  | PO   | Yoo Hyun-goo             |
| 7  | PO   | Rudi                     |
| 8  | PO   | Eka Ramdani              |
| 9  | NA   | Airlangga Sucipto        |
| 10 | PO   | Vendry Mofu              |
| 11 | OB   | Hengky Ardiles (kapitan) |
| 12 | PO   | Nerius Alom              |
| 14 | BR   | Putra Syabilul Rasad     |
| 15 | PO   | Hendra Bayauw            |

| Nr | Poz. | Piłkarz           |
| -- | ---- | ----------------- |
| 16 | OB   | Saepulloh Maulana |
| 17 | NA   | Nur Iskandar      |
| 18 | PO   | Ricky Ohorella    |
| 19 | PO   | Leo Guntara       |
| 22 | BR   | Jandia Putra      |
| 23 | PO   | Esteban Vizcarra  |
| 26 | OB   | Seftia Hadi       |
| 28 | PO   | Safrial Irfandi   |
| 31 | BR   | Fakrurrazi        |
| 39 | NA   | Gugum Gumilar     |
| 42 | OB   | Rezzi Syafrianto  |
| 67 | NA   | Suheri Daud       |
| 88 | NA   | Irsyad Maulana    |
| 99 | OB   | Goran Ganczew     |